# Давлатова, Манижа
Манижа́ Давла́това (тадж. Манижа Давлатова, перс. منیژه دولت‎, р. 31 декабря 1982, Куляб, Кулябская область, Таджикская ССР, СССР) — таджикская эстрадная певица, исполняющая песни в стиле персидской поп-музыка. Наряду с Шабнам Сурайё является одной из самых популярных исполнителей Таджикистана. В последние несколько лет не выступает.

## Биография
Манижа Давлатова родилась 31 декабря 1982 года в Кулябе. После окончания средней школы № 8 г. Куляба в 1999 году поступила на факультет иностранных языков Кулябского госуниверситета, в 2001 году перевелась на факультет журналистики Таджикского государственного национального университета, который окончила в 2006 году. Свою эстрадную карьеру начала в 2001 году песней «У речки». Своим первым наставником считает певца и композитора Зикри Оллох.
Манижа Давлатова — землячка другой известной таджикской эстрадной певицы Шабнам Сурайё. В настоящее время у певицы два альбома, оба из которых были записаны на концертах в афганском городе Мазари-Шариф. Помимо этого, певица успешно давала концерт в Кабуле. Манижа Давлатова пользуется большой популярностью и имеет множество поклонников как в родном Таджикистане так и в Афганистане.
В последние несколько лет певица не выступает, хотя и продолжает писать песни для других исполнителей. Она объясняет это так:
Я охладела к сцене. Талант — это Божий дар. Когда сегодня вижу, во что превратили таджикскую эстраду, становится тошно, и я успокаиваю себя тем, как хорошо, что меня нет среди них. Недопустимо, чтобы в телерекламе концерта говорили о популярных артистах, в фактически наряду с ними выступали совсем другие, безголосые псевдопевцы, которых даже нельзя близко подпускать к сцене. Из-за песен низкого качества, к которым привыкли наши слушатели, национальная культура вымирает. И это всё ещё показывают отечественные телеканалы, которые являются зеркалом общества, воспитывают вкус.
Своё решение уйти со сцены певица также обосновывает религиозными соображениями:
С одной стороны, узнала, что петь, развлекать других — это грех перед Богом. И это мне говорил мой Учитель, у которого я беру уроки священного Корана. С другой стороны, мои знакомые не только просят, но и умоляют меня петь, так как, по их словам, этим я совершаю больше греха, потому что лишаю народ удовольствия слушать любимые песни. По моему мнению, когда человек, заведомо зная, что грешит, все же совершает грех — это двойное зло. Но если не буду петь, не смогу нормально жить, потому что песни — это смысл всей моей жизни. Я буду петь только нашиды про Ислам и пророка мне это дают сила и дух 